# Wypady na Równo i Opalin

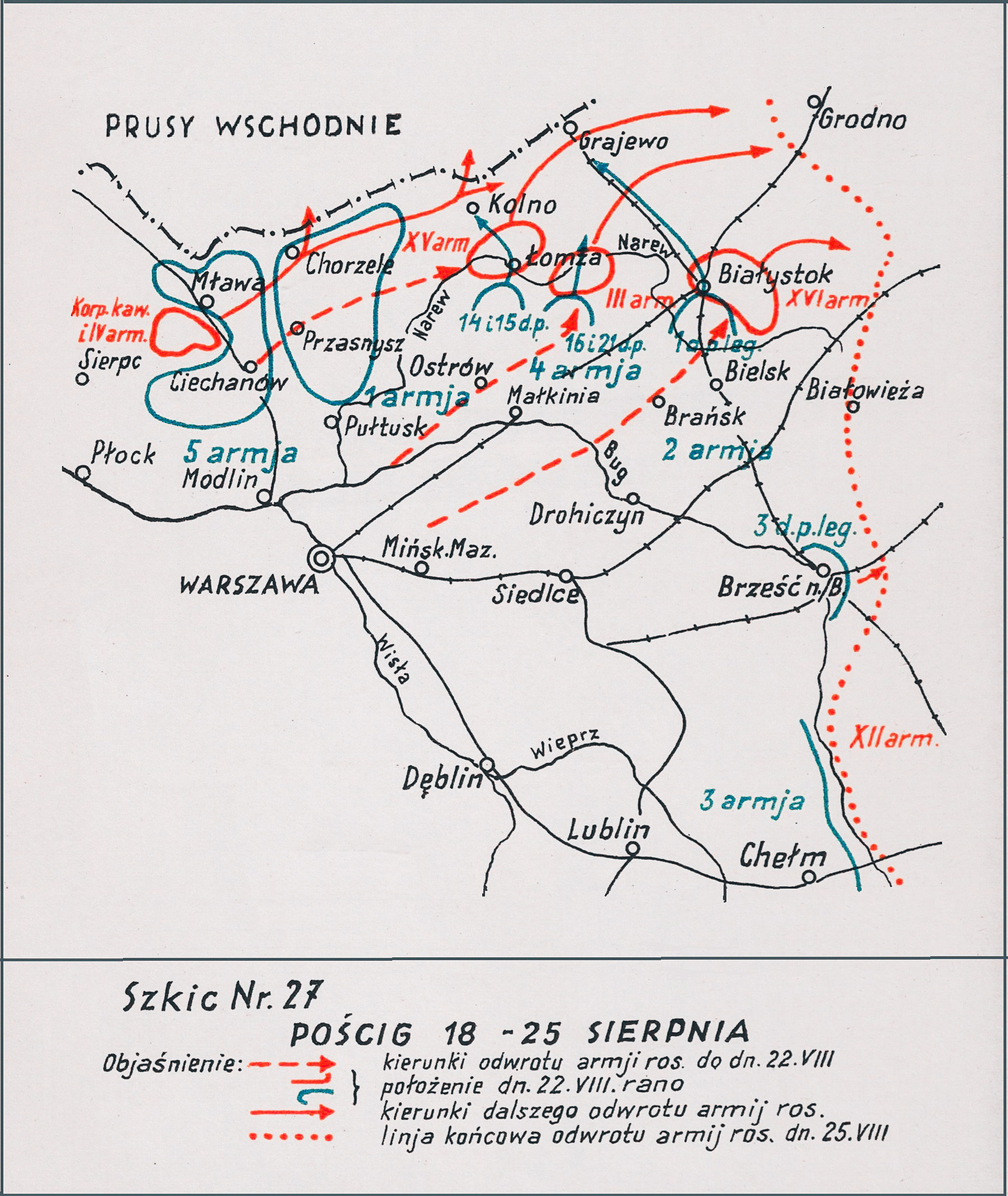
Adam Przybylski
Wojna Polska 1918–1921

Wypady na Równo i Opalin – walki pododdziałów 25 pułku piechoty z oddziałami sowieckiej 25 Dywizji Strzelców w czasie trwania Bitwy Warszawskiej w okresie wojny polsko-bolszewickiej.

## Geneza
Realizując w drugiej połowie sierpnia 1920 operację warszawską, wojska polskie powstrzymały armie Frontu Zachodniego Michaiła Tuchaczewskiego. 1 Armia gen. Franciszka Latinika zatrzymała sowieckie natarcie na przedmościu warszawskim, 5 Armia gen. Władysława Sikorskiego podjęła działania ofensywne nad Wkrą, a ostateczny cios sowieckim armiom zadał marszałek Józef Piłsudski, wyprowadzając uderzenie znad Wieprza. Zmieniło to radykalnie losy wojny. Od tego momentu Wojsko Polskie było w permanentnej ofensywie.
Po klęsce nad Wisłą dowództwo sowieckie pospiesznie uzupełniało i reorganizowało ocalałe z pogromu jednostki. Na przełomie sierpnia i września 1920 również Wojsko Polskie reorganizowało siły i przygotowywało się do kolejnych działań.

## Walczące wojska
| Jednostka                         | Dowódca             | Podporządkowanie      |
| Wojsko Polskie                    |                     |                       |
| 7 Dywizja Piechoty                | gen. Karol Schubert |                       |
| ⇒ 25 pułk piechoty                | mjr Józef Jaklicz   | 7 DP                  |
|                                   | 25 pp               |                       |
| → III/25 pułku piechoty           |                     |                       |
| → I batalion etapowy lubelski     |                     | gr. mjr. Grabowskiego |
| → I batalion wartowniczy kielecki |                     | gr. mjr. Grabowskiego |
| → II/7 pułku artylerii polowej    |                     | 7 pap                 |
| Armia Czerwona                    |                     |                       |
| 25 Dywizja Strzelców              | Aleksandr Bachtin   | 12 Armia              |

## Wypady na Równo i Opalin

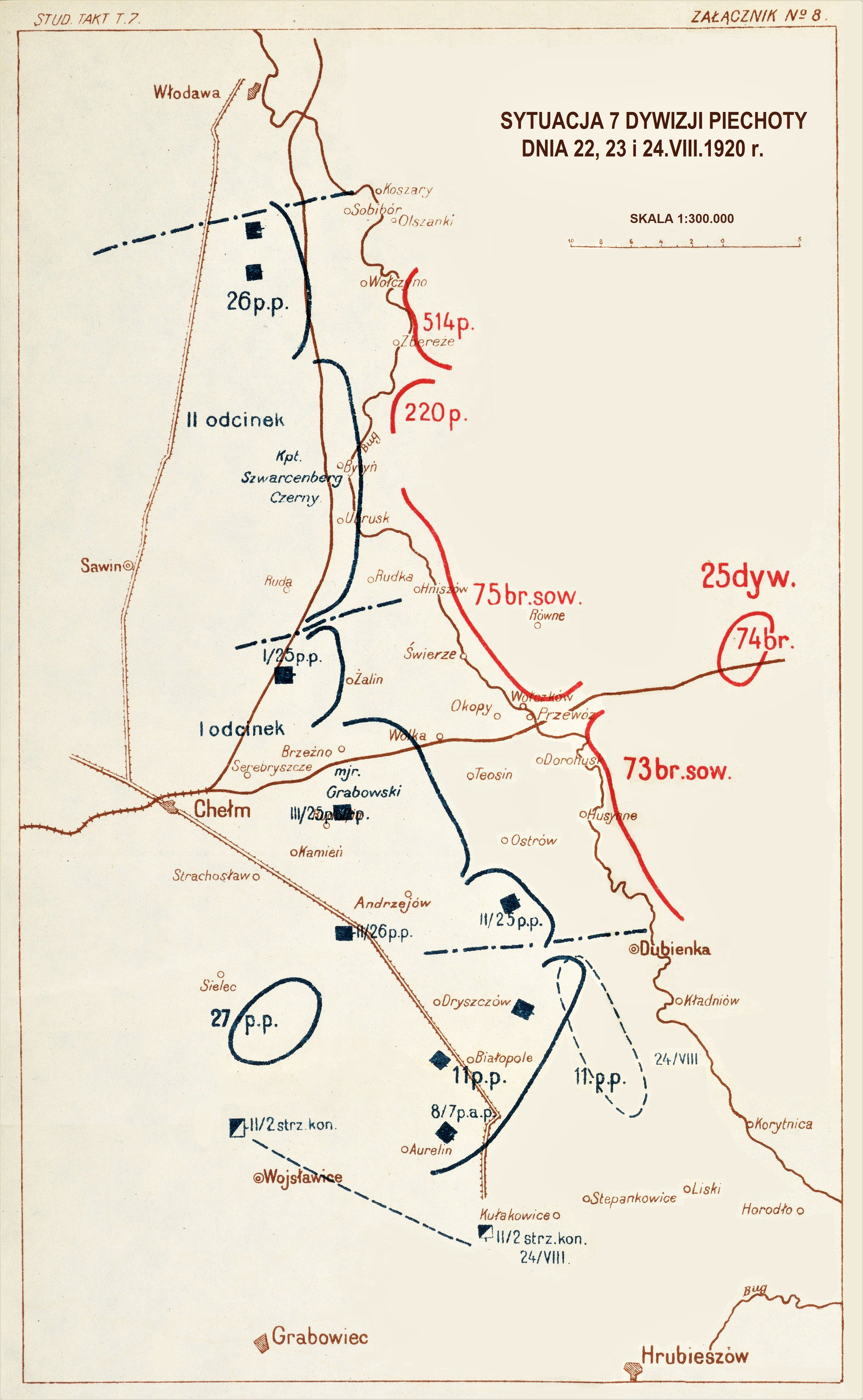
Położenie 7 DP do 23 sierpnia 1920

W ostatniej dekadzie sierpnia odcinka Bugu od Bytenia do Dorohuska bronił 25 pułk piechoty wzmocniony grupą mjr. Grabowskiego i II dywizjonem 7 pułku artylerii polowej. III batalion zajął odcinek Byteń – Uhrusk, grupa majora Grabowskiego Hniszów – Świerże, II batalion: okopy – Dorohusk, I batalion jako odwód I odcinka stanął w Świerżach. Na przeciwległym brzegu obronę zajęły oddziały sowieckiej 25 Dywizji Strzelców.
Dowódca pułku zdecydował podnieść aktywność swojej obrony i nakazał zorganizować swoim pododdziałom serię wypadów. Pierwszy wypad przeprowadzono 21 sierpnia. Grupę wypadową stanowił III/25 pp z przydzieloną
7/7 pułku artylerii polowej. Uderzono w rejon Huszcza – Opalin i rozbito 224 pułk strzelców i sotnię kozacką; wzięto do niewoli 35 jeńców, zdobyto 2 karabiny maszynowe i kilkanaście wozów taborowych.
Nocą z 23 na 24 sierpnia wypadu na Równo dokonał I batalion. Żołnierze przeprawili się przez Bug po kładce w Świerżach i zaskoczyli kwaterujący w wiosce sowiecki 225 pułk strzelców. Po krótkiej walce „na bagnety” i granaty czerwonoarmiści wycofali się w nieładzie. Batalion zdobył 20 ciężkich i lekkich karabinów maszynowych oraz kilkadziesiąt wozów taborowych. Wzięto do niewoli około 50 jeńców. Straty w poległych oszacowano na około 80 czerwonoarmistów.
Komunikat prasowy o tym wypadzie podawał:

Grupa wypadowa majora Jaklicza zajęła miejscowość Równo (na południowy wschód od Opalina), biorąc 20 karabinów maszynowych, jeńców i konie.

Pod koniec sierpnia dowódca 7 Dywizji Piechoty nakazał przeprowadzić na odcinku nr I (25 pp i grupa mjr. Grabowskiego) w nocy z 30 na 31 sierpnia wypad trzema batalionami do rejonu Równe – Jahodyn – Rymacze – Bereźce, z zadaniem rozbicia znajdujących się w tym rejonie sił nieprzyjacielskich. Po dokonanym wypadzie i oczyszczeniu tego rejonu oddziały wypadowe miały wrócić na dawne stanowiska. 31 sierpnia I/25 pp przeprowadził kolejny wypad na Równo. Równocześnie III/25 pp uderzył na Opalin, a III batalion na Wilczy Przewóz. Po opanowaniu obu miejscowości Polacy zaatakowali Johodyn, gdzie stał sztab 25 Dywizji Strzelców. Zdobyto dwa działa, 6 ckm-ów, do niewoli wzięto 18 jeńców. Atakując dalej 25 pułk piechoty przeszedł na południe od linii kolejowej, oczyścił z oddziałów przeciwnika Rymacze i wrócił przez Bereźce na zachodni brzeg Bugu.
O tym wypadzie komunikat prasowy z dnia 1 września głosił:

Dzięki świetnej akcji wypadowej naszych oddziałów ofensywa 12-ej armji sowieckiej została udaremniona. Koncentrujący się w rejonie Jagodyna, Smolar i Piszczy rozpoczęli szybki odwrót, pozostawiając w naszem ręku licznych jeńców. Pułk 25-y piechoty w akcji tej zdobył 2 działa z zaprzęgiem, 6 karabinów maszynowych i kolumnę amunicyjną.

Dalsze wypady na przedpole miały charakter rozpoznawczy. Zdemoralizowane niepowodzeniami wojska sowieckie cofnęły się o kilkanaście kilometrów. Przedpole zostało gruntownie oczyszczone i przygotowane do rozpoczęcia nowej polskiej ofensywy.

## Bilans walk
Wypady dokonane przez 25 pułk piechoty w poważnym stopniu zakłóciły przygotowania 25 Dywizji Strzelców do przełamania obrony polskiej na linii Bugu.